# رابرت فان فورن
رابرت فان فورن (هلندی: Johannes Bax؛ زادهٔ ۲۵ ژوئیهٔ ۱۹۵۹) دانشمند در زمینه علوم سیاسی اهل کانادا است. یک فعال حقوق بشر، شوروی شناس و مورخ هلندی است.
او استاد مطالعات شوروی و پس از شوروی در دانشگاه دولتی ایلیا در تفلیس (گرجستان) و در دانشگاه ویتائوتاس مگنوس در کاوناس (لیتوانی) و همچنین استاد مدعو در دانشگاه سیلزیا، کاتوویتس، لهستان است. او همچنین مدیر اجرایی بنیاد بین‌المللی حقوق بشر در سلامت روان-فدراسیون ابتکار جهانی در زمینه روانپزشکی و مدیر اجرایی مرکز تحقیقاتی آندره ساخاروف برای توسعه دموکراتیک در دانشگاه ویتاوتاس مگنوس در کاوناس، لیتوانی است.

## تحصیلات
در سال ۱۹۷۹ از مارنیکس روتردام فارغ التحصیل شد و در سال ۱۹۸۶ مدرک کارشناسی ارشد خود را در دانشگاه آمستردام در تاریخ مدرن و نظری با تخصص در تاریخ شوروی با زبان روسی به دست آورد. رابرت فان فورن در اکتبر ۲۰۱۰ از دکترای خود در رشته علوم سیاسی در دانشگاه کاوناس ویتاوتاس مگنوس دفاع کرد.